# إيفاتوبا
إيفاتوبا بلدية في ولاية بارانا في المنطقة الجنوبية من البرازيل 